# 崔田
崔田 (1964年—)，吉林大学物理学院院长、教授，主要从事凝聚态物质方面的研究工作。入选中华人民共和国教育部2007年度"长江学者"特聘教授，曾就读于吉林大学物理系。